# コ・ボギョル
コ・ボギョル（韓国語：고보결、本名：コ・ウリ、韓国語：고우리、1988年5月2日 - ）はHBエンターテインメント所属の大韓民国の女優、モデルである。

## 出演

### ドラマ
- 一抹の純情（2013年、KBS2） - カフェの店員役
- 天使の罠（2014年、KBS2） - イ・ジョンイン役
- プロデューサー（2015年、KBS2） - ワン・ミンジョン役
- 風船ガム（2015年、tvN） - ノ・ドンファ役
- 失踪ノワールM（2015年、OCN） - カン・スニョン役
- 最後から二番目の恋（2016年、SBS） - ハン・ソンイ役
- シンデレラと4人の騎士（2016年、tvN） - チェ・ユラ役
- ディア・マイ・フレンズ（2016年、tvN） - カン・ハヌル役
- トッケビ～君がくれた愛しい日々～（2016年、tvN） - キム・ユラ役
- 七日の王妃（2017年、KBS2） - ユン・ミョンへ役
- ゴー・バッグ夫婦（2017年、KBS2） - ミン・ソヨン役
- KBSスペシャルドラマシーズン9（2018年、KBS2） - イ・ウンジェ役
- マザー〜無償の愛〜（2018年、tvN） - カン・ヒョンジン役
- 死の賛美（2018年、SBS） - ユン・ソンドク役
- アスダル年代記（2019年、tvN） - チェ・ウン役
- ハイバイ、ママ！（2020年、tvN）- オ・ミンジョン役
- 代理人間（2021年、tvN）
- 聖なるアイドル（2023年、tvN）- キム・ダル役[1]
- 白雪姫には死を ～BLACK OUT（2024年、MBC）-　チェ・ナギョム役

### 映画
- 亀たち（2011年） - ソ・ジュンジョン役
- グランドファーザー（2016年） - パク・ボラム役

## 賞とノミネート

### ノミネート
- 2018「KBS芸能大賞 ミニシリーズ部門最優秀女優賞」（『KBSスペシャルドラマシーズン9）』）